# مقتل أحمد عريقات
في 10 يونيو، قُتل أحمد عريقات برصاص الشرطة الإسرائيلية بعد اصطدام سيارته بنقطة تفتيش في الضفة الغربية بالقرب من أبو ديس. ونُشرت لقطات كاميرات المراقبة، تظهر عريقات وهو يخرج من السيارة بعد أن أصاب مجموعة من الضباط وأصاب أحدهم بجروح طفيفة، وسار إلى الوراء بعيدًا عن الشرطة ويداه مرفوعتان في الهواء، ثم أطلق عليه الرصاص عدة مرات. كان عريقات ابن شقيق صائب عريقات وابن عم نورا عريقات واليوتيوبر يوسف عريقات.
وبرّر الضباط الإسرائيليون أفعالهم بأنها دفاع عن النفس، قائلين إن عريقات حاول دهسهم بسيارته، وأصاب ضابطة سقطت أرضًا. وقال بيان لاحق من مصادر إسرائيلية إن الأدلة "قدمت الأساس [للاستنتاج] بأنه تم تنفيذ هجوم متعمد بسيارة. بالإضافة إلى ذلك، عززت النتائج التي توصل إليها هاتف عريقات المحمول الاستنتاج بأن هجومًا متعمدًا قد وقع". وجاء في البيان ذاته أن "عريقات خرج [من السيارة]، [يتحرك] بسرعة نحو عناصر حرس الحدود وهو يلوح بيديه بطريقة تعتبر بمثابة تهديد". ومع ذلك، بحسب سكاي نيوز وصحيفة هاآرتس، تظهر اللقطات أنه يسير إلى الوراء ويداه مرفوعتان.
شرعت مؤسسة فورينزيك أركيتكشر ومؤسسة الحق في التحقيق في القتل باستخدام النمذجة ثلاثية الأبعاد، والعمل الميداني، وتحديد الموقع الجغرافي، والمزامنة، واستخبارات المصادر المفتوحة، وتحليل الظل، وخلصت إلى أن اصطدام السيارة بنقطة التفتيش كان حادثًا، وأن إطلاق النار الإسرائيلي شكل قتلًا خارج نطاق القضاء واستخداما مفرطا للقوة المميتة، وأن الجيش الإسرائيلي حرم عريقات من الرعاية الطبية العاجلة. بيان مشترك صادر عن وزارة الخارجية وجهاز الأمن العام (الشاباك) والجيش الإسرائيلي ووزارة الدفاع ينفي ذلك ويذكر أنه تم فحص عريقات من قبل الطاقم الطبي بعد وقت قصير من إطلاق النار عليه، وتم إعلان وفاته في مكان الحادث لأنه لم يكن لديه نبض ولا يتنفس.